# Ctenium aromaticum
Ctenium aromaticum är en gräsart som först beskrevs av Thomas Walter, och fick sitt nu gällande namn av Alphonso Wood. Ctenium aromaticum ingår i släktet Ctenium, och familjen gräs. Inga underarter finns listade i Catalogue of Life.

## Bildgalleri

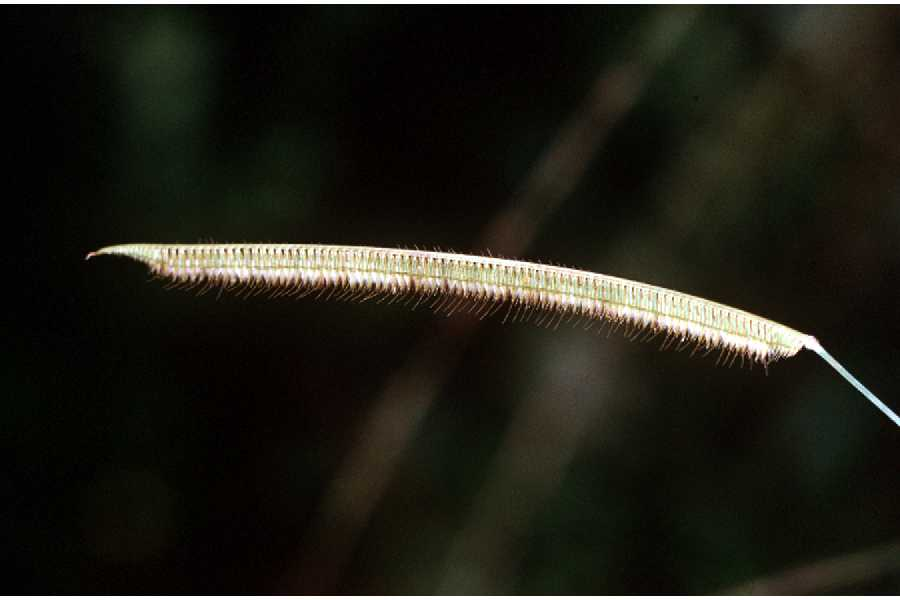